# Oh la crise... cardiaque !
Oh la crise... cardiaque ! (France) ou Triple pontage pour Homer (Québec) (Homer's Triple Bypass) est le 11e épisode de la saison 4 de la série télévisée d'animation Les Simpson.

## Synopsis
Les mauvaises habitudes alimentaires d'Homer ont eu raison de son cœur. Après plusieurs crises cardiaques, il doit bénéficier d'un pontage coronarien. Mais il n'a pas les ressources nécessaires pour se faire opérer. Le docteur Riviera accepte cependant de le prendre en charge.